# Championnats d'Europe d'aviron 1962
Navigation
Édition précédente Édition suivante
Les championnats d'Europe d'aviron 1962, cinquante-troisième édition des championnats d'Europe d'aviron, ont eu lieu en août 1962 à Berlin-Est, en RDA. Les épreuves se sont déroulées sur le Langer See (en), un lac qui avait déjà accueilli l'aviron aux Jeux olympiques d'été de 1936. Seules les femmes y ont participé, les hommes se rencontrant en septembre à Lucerne pour les premiers championnats du monde d'aviron (édition 1962).